# 凱別涅伊火山
凱別涅伊火山（俄语：Кэбеней）是俄羅斯的火山，位於堪察加半島北部，屬於中部山脈的一部分，海拔高度約1,527米，火山口直徑750米，該火山在更新世形成。